# 幸せをフォーエバー
「幸せをフォーエバー」（しあわせをフォーエバー）は、MISIAの楽曲。2013年9月4日にアリオラジャパンから29枚目のシングルとして発売された。楽曲はリクルートの結婚情報雑誌『ゼクシィ』CMソングとして書き下ろされた楽曲。
シングル『幸せをフォーエバー』は、オリコン週間シングルランキングで最高位26位、Billboard Japan Hot 100で最高位23位を獲得した。

## 背景
「幸せをフォーエバー」は、リクルートの結婚情報雑誌『ゼクシィ』CMソングとして書き下ろされた楽曲で、CMのテーマ「プロポーズ」にちなんだ、幸せいっぱいの花嫁の視線で描かれた歌詞とゴスペル調のバックコーラスが印象的なバラード。プロポーズの瞬間に焦点を当てて、ドキドキする気持ちや、その瞬間から始まるドラマの背中を押すようにという意図が込められている。
シングルには、服部隆之がストリンスアレンジを手がけた「幸せをフォーエバー (Orchestra version)」も収録されている。これは、シングルの製作過程で、「結婚式の引き出物にもなるようなCDにしたい」という話が挙がり、検討の結果で収録されたもの。MISIAは「オリジナルは生バンドで、ゴスペルチックに教会でわーっと喜びを歌うような感じに仕上げているので、オーケストラバージョンは、華やかな引き出物にふさわしいサウンドにしようということで」と語っている。
シングルのカップリング曲である「Daisy」は、澤田かおりが作詞作曲を手がけた楽曲で、「結婚を前にして初めて気づく両親の愛の深さ」を歌ったもの。

## リリース
シングル『幸せをフォーエバー』は、2013年9月4日にアリオラジャパンより発売された。また、CD発売の同日には「幸せをフォーエバー (Gomi's Happiness is Forever Remix)」が配信限定でリリースされた。
10月30日に「幸せをフォーエバー (Live Ver.)」、「Daisy (Live Ver.)」のミュージック・ビデオが配信限定でリリースされた。2曲ともに7月13日・14日に河口湖ステラシアターで開催されたライブ『Misia Candle Night Fes.』からの映像である。後に11thアルバム『NEW MORNING』（初回生産限定盤）の特典DVDに収録された。

## ミュージック・ビデオ
ミュージック・ビデオは、監督の大宮エリーのもと、新郎新婦の人間関係が交差する披露宴を舞台にしたドラマ仕立てのストーリーに仕上がっている。
キャスト
- 高岡惣一郎（新郎）：東山紀之
- 白石久子（新婦）：吹石一恵

【新郎の関係者】
- 美佐子（惣一郎の母）：天光眞弓
- 純平（小学校からの親友）：豊本明長（東京03）
- 森（小学校からの親友）：児嶋一哉（アンジャッシュ）
- 相良（柔道部の副キャプテン）：木下ほうか
- 篠田（会社の先輩）：原金太郎

【新婦の関係者】
- 光恵（久子の母）：宮崎美子
- 隆（久子の父）：ベンガル
- 瑞希（久子の幼馴染）：いとうあさこ
- 佳苗（大学の親友）：青山祥子
- 幸（大学の親友）：田村たがめ

## 収録曲
| #         | タイトル                             | 作詞       | 作曲       | 編曲      | 時間  |
| --------- | ------------------------------------ | ---------- | ---------- | --------- | ----- |
| 1.        | 「幸せをフォーエバー」               | MISIA      | 松本俊明   | 重実徹    | 4:34  |
| 2.        | 「Daisy」                            | 澤田かおり | 澤田かおり | 服部隆之  | 4:55  |
| 3.        | 「幸せをフォーエバー」               | MISIA      | 松本俊明   | 服部隆之  | 5:10  |
| 4.        | 「幸せをフォーエバー」(Instrumental) |            |            |           | 4:31  |
| 合計時間: | 合計時間:                            | 合計時間:  | 合計時間:  | 合計時間: | 19:10 |

## チャート成績
| チャート（2013年）                | 最高位 |
| --------------------------------- | ------ |
| 日本 (オリコン)                   | 26     |
| 日本 (Adult Contemporary Airplay) | 22     |
| 日本 (Hot Top Airplay)            | 35     |
| 日本 (Japan Hot 100)              | 23     |
| 日本 (Top Singles Sales)          | 25     |

## タイアップ
- リクルート結婚情報誌『ゼクシィ』CMソング